# Hetejärvi (sjö i Uleälvens huvudavrinningsområde)
Hetejärvi är en sjö i Finland. Den ligger i kommunen Vaala i landskapet Norra Österbotten, i den centrala delen av landet, 500 km norr om huvudstaden Helsingfors. Hetejärvi ligger 135,3 meter över havet. Arean är 69,7 hektar och strandlinjen är 3,36 kilometer lång. Sjön  ingår i Uleälvens huvudavrinningsområde. 